# Nova Dreta (Geòrgia)
Nova Dreta (georgià ახალი მემარჯვენეები, Akhali Memarjveneebi) és un partit polític de Geòrgia, fundat el 2001 i membre de la Unió Internacional Demòcrata i observador del Partit Popular Europeu. El 8 de desembre de 2008 es va unir en una aliança d'oposició al Partit Republicà de Geòrgia. Ambdós partits s'uniren en l'Aliança per Geòrgia, liderada per Irakli Alasania, ex ambaixador georgià a les Nacions Unides el febrer de 2009.
El partit fou creat per antics membres de la Unió de Ciutadans de Geòrgia després de les eleccions legislatives georgianes de 1999. David Gamkrelidze, Levan Gachechiladze, Irakli Iashvili, David Saganelidze, George Kvirikashvili, Valeri Kvaratskhelia, David Koghuashvili abandonaren el partit com a protesta per la política del govern de Xevernardze i el 15 de juny de 2001 fundaren el nou partit. A les eleccions locals de 2002 van obtenir bons resultats al Consell de Tbilisi i a les eleccions legislatives georgianes de 2003 va aconseguir superar el llindar del 7% i assolir representació.
El partit no va secundar les protestes de la Revolució Rosada perquè considerà inconstitucional que el govern hagués de ser canviat per mitjà de manifestacions al carrer. Es presentaren a les noves eleccions legislatives georgianes de 2004 amb l'Oposició Dretana juntament amb la Indústria Salvarà Geòrgia, on va obtenir 116.282 vots (el 7,6%) i 15 escons, l'únic partit de l'oposició al Moviment Nacional Unit en obtenir representació al Parlament de Geòrgia.